# (1282) Utopia
(1282) Utopia ist ein Asteroid des Hauptgürtels, der am 17. August 1933 vom südafrikanischen Astronomen Cyril V. Jackson in Johannesburg entdeckt wurde. 
Der Name des Asteroiden ist an den mythischen, fiktiven Ort Utopia angelehnt, der wiederum vom Roman Utopia von Thomas Morus abgeleitet ist.